# Чемерник
Чемерник је планина у југоисточној Србији, на десној страни Јужне Мораве, према Грделичкој клисури. Припада планинама средње висине. Највиши врх је Велики Чемерник 1.638 m. Има облик била које се пружа меридијански и на западној страни је дубоко засечено облуком Мутнице, која се у доњем току зове Џепска река.
Састављен је од кристаластих шкриљаца прве групе и припада Родопском систему. Било је оголићено, а падине су делом под шумом. У источном подножју су највећа насеља Власина Рид и Црна Трава, а на западном Млачиште, Мачкатица, Мањак и Љутеж.
Поред Великог Чемерника, његови врхови су: Кула (1.622 m), Мали Чемерник (1.596 m), Острозуб (1.546 m) и Павлова грамада (1.469 m) и сви су заобљеног типа.

## Порекло имена
Чемерник је добио име по отровној биљци чемерици (Veratrum), које, уз остало планинско биље, има у изобиљу на овој планини. Доминира бела чемерика (V. album L.), али последњих година почиње да се суши и ишчезава са његових пашњака.

## Извори и водотокови
Захваљујући буковим шумама којима је обрастао, Чемерник је богат водама. Велики извори су: Бела вода, готово на самом врху Великог Чемерника, на 1.585 m, затим Игњатова чесма, Попов кладенац, Кијевска чесма, Павлов извор испод Павлове грамаде, Хајдучки кладанац изнад Качара, Николин кладанац, као и низ извора, око 80, у шумовитој ували званој Валмиште, испод Малог Чемерника. Занимљиво је да и изнад Беле воде постоји изданак лековите воде – Орловац (на око 1.610 m), чија вода после пет-шест метара тока понире. Постојан је и у најтоплијим месецима. Отуда је речна мрежа на Чемернику врло разграната. Потоци, речице и реке теку у разним правцима и углавном се уливају у Власину и Јужну Мораву. Чемерчица, која настаје од Игњатове чесме, са врха Чемерника, улива се у Власину у Црној Трави. Најдужа притока Ј. Мораве, са највећим сливом, је река која извире изнад села Бајинци, протиче кроз Рупље и село Козаре да би се у Грделици улила у Мораву. Тако успут и мења своје називе: Бајинска река, Рупска река и, на крају, Козарачка река. Најбогатија водом је река која настаје од валмишких извора, потока и речица (Голема река), а водом је успут богате: Мала река, Ракицка река, Лебетска река и Гарваница, да би се код варошице Џеп улила у Мораву. Успут је мењала име: Голема река, Мутница и Џепска река. На овим рекама, у време када је живот на Чемернику био богатији а његови пашњаци пуни стада оваца, крда говеда и џелепа коња, било је пуно поточара и ваљавица за сукно.
Део чемерничких вода (1959 – 1960) захваћен је системом покривених канала и кроз тунел спроведен у Власинско језеро.

## Екосистем
Чемерник је одвајкада био обрастао буквом која је досезала до 1400 – 1500 метара његове висине. Последњих деценија, како је Устав из 1974. године укинуо сеоске утрине, на већини пашњака и утрина засађене су смрча и јела, што се неповољно одразило на станишта ретког планинског биља и уопште живи свет планине. Са тим засадима дошла је и коровска биљка непознатог порекла, дрвенастог стабла, која је прекрила преостале пашњаке. У виду жбуња она расте у висину до 0,5 метара, уништавајући остали аутохтон биљни свет. На југозападним огранцима ове планине већ тридесетак година нагло је почела да се засева бреза, које до тада ту није било. Како се земља више не обрађује, читави атари села Млачишта, Бајинца, Рупља, Црвеног Брега, Мачкатице, Троскача, Павличана и Банковца претворени су у густе брезове настане. Њоме су зарасли некадашњи путеви, њиве и ливаде и изглед краја се сасвим изменио.
Последњих двадесет година Чемерник је поприште непланске сече буковог дрвета. Столетне шуме Вирчина, Качара, Валмишта, Тврдог Брега, Острозуба и Чобанца су толико проређене да су због тога почели да пресушују и велики извори. Некада најјачи изданак воде у овом делу Чемерника, Хајдучки кладанац у Качару, одакле настаје Предејанска река, је пресушио.
Пре петнаестак година испод Малог Чемерника, у шумовитој и водом богатој ували Валмиште, на 400 хектара ограђено је ловиште дивљих свиња и европског јелена, са ловачком кућом и чекама. Поред „Валмишта“, постоји и отворено ловиште „Качар – Зеленичје“. Планинске реке су настањене поточном пастрмком и поточном мреном.

## Ретке и заштићене биљне врсте
Чемерник је познат по пространим настанима боровнице (Vaccinium myirtillus L.), међутим данас их систематски, из лета у лето, уништавају дивљи берачи са металним чешљевима. На падинама Чемерника од заштићених биљних врста постоји станиште зеленичја, односно ловорвишње (Prunus lauraceratus), на заштићеном подручју Зеленичје, на Острозубу. Биљни свет ове планине чине и заштићене врсте: маљава бреза (Betula pubescenus Ehrh), медвеђе грожће (Arctostaphylos uva-ursi L. Spleng), гороцвет (Adonis vernalis L.) и росуља (Drosera rotundifolia). Поред боровнице, од биља које је под контролом коришћења и промета, овде расте: клека (Juniperus communis L.) и јагорчевина (Primula Veris Huds.), а од печурака: летњи и јесењи вргањ (Boletus edulis Bull. ex Fr), смрчци (рода Morchella), лисичарка (Cantharellus cibarius L. ex. Fr) и млечница (рода Lactarius). Има и хајдучке траве жуте цвасти (Achillea Clipealata), петровог крста, кантариона и др.
Шумама доминира врста беле букве, постоје и делови планине на којима се јавља и црвена буква, која је квалитетније дрво. Занимљиво је да су је, на овом терену, за време Другог светског рата истраживали и проучавали немачки ботаничари.
Влада Републике Србије је двема уредбама, од 2. децембра 2004. године, заштитила власински део Чемерника и утврдила просторни план подручја посебне намене „Власина”.

## Ашани и каракачанска овца
На Чемернику су, до 1941. године, своја стада напасали и Ашани или Каракачани, пореклом из северне Грчке. Њих је народ називао још и Црновунцима, јер су им овце биле црног руна и веома издржљиве на временске услове. О боравку Ашана говоре и топоними на овој планини: Ашанске колибе, Ашанске ливаде. Данас је очувано једно стадо каракачанске овце у домаћинству сестара Митровић, у Млачишту, које су већ зашле у дубоку старост, тако да је даљи опстанак ове старе балканске врсте оваца неизвестан.

## Друмови, путеви и механе
Чемерником су, кроз историју, водили многи значајни путеви из долине Велике Мораве за Црну Траву, Знепоље, Власину, Крајиште, Босилеград и Ћустендил. Ту је прошао и турски султан Муса, 1412. године, у походу на Ново Брдо. И данас је у народу познат Мусин пут. На тим друмовима, који су водили планинским хрбатима, формирана су насеља са кафанама за одмор путника и стоке. Они су изгубили на важности изградњом Власинског језера и повезивањем Црне Траве са Власотинцем путем дуж реке Власине, односно Власине са Сурдулицом, путем дуж Врле. Данас таворе насеља на старим кириџијским и печалбарским друмовима: Пронине Механе, Млачишке Механе, Сименково Мејаниште и Бистричке Механе са по неким становником. Једна механа је била и на самом Чемернику, код Белих вода, где су Немци, 1941. године, били изградили Планинарски дом.
Путна мрежа преко Чемерника данас је у лошем стању. Ни пут од стратешке важности Црна Трава – Рупље – Предејане није до краја асфалтиран, док су остале путеве: Вирчине – Млачишке Механе – Валмиште – Чемерник – Власина и Власотинце – Бистрица – Павлова гремада – Чемерник – Власина, као и Мачкатица – Чемерник, углавном уништили камиони превозећи буково дрво.

## Рудно богатство
Делови Чемерника су богати рудом. У турско време површински се копала гвоздена руда (Ровине, Рударски рид, Врла Река, Рупље, Мркова пољана), а испирала се и топила на местима која се и данас зову Вигњиште и Самоково. Таквих локалитета има дуж Власине, Големе реке и Гарванице. У новије време у Мачкатици је новембра 1940. године једна немачка фирма отпочела експлоатацију руде молибден. Током рата Немци су саградили рударску колонију Рудник, и проширили капацитете, па је на копању руде ангажовано од три до пет хиљада радника. У Белом Пољу, код Сурдулице, подигли су ливницу и изградили пут дуж Џепске реке и Гарванице до Мачкатице. Рудник је затворен 1950. године, а убрзо је и пут, због одрона, запостављен. Сада су у току нова рудна истраживања у овом крају.
Пред Други светски рат, 1938. године, у Црвеном Брегу Ђорђе Вајферт је отворио рудник гвоздене руде који је радио све до рата 1941. године, када је заувек затворен.

## Исељавање
Највиша насеља на Чемернику (Прочоловци, Јовановци, Бајинци, Млачиште, Острозуб, Добро Поље, Бистрица, Рупље, Боровик, Мачкатица, Троскач и власинске махале) последњих тридесетак година су готово опустела, школе у њима су угашене, замро је живот. Власинска и црнотравска села су се испразнила, људи се одселили. На Чемернику више нема стада оваца, ни крда говеда, ни коња. Нема људи. Путеви су урасли.
Села у нижим пределима Грделичке клисуре и доњег тока реке Власине још се популационо држе.

## Збирка слика
- Чемерика, биљка по којој је Чемерник добио име
- Црни дрозд (кос) птица са чемерничких рудина
- Поред Власинског језера пасе још по неко крдо говеда
- Коровска биљка која уништава пашњаке на Чемернику
- Чемерник виђен са Грота.
- Пејзаж са Чемерника.
- Пејзаж са Чемерника.
- Пејзаж са Чемерника.